# Eugène Flandin
Jean-Baptiste Eugène Napoléon Flandin (habitualmente Eugène Flandin, Nápoles; 1809 - Tours; 1889) es un pintor orientalista francés.

## Biografía[1]
Fue alumno de Horace Vernet.

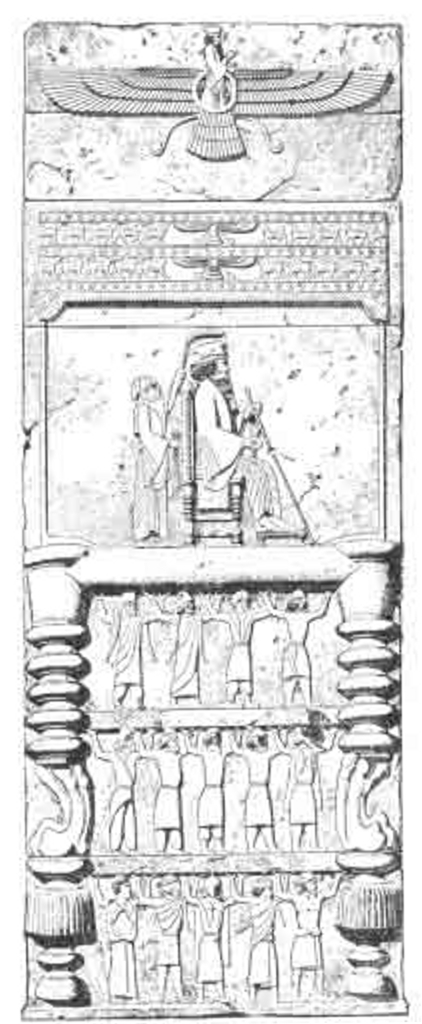
Persépolis, bajorrelieve, dibujo de Eugène Flandin.

En 1837, acompañó al ejército francés a Argelia.
En 1840, Flandin y el arquitecto-arqueólogo Pascal Coste fueron enviados en una misión a Persia por el Instituto. La misión, dirigida por Édouard de Sercey, tenía que renovar los lazos políticos y económicos con Teherán, que había estado abandonada desde 1809, y reunir toda la información posible sobre la evolución del país durante el reinado de Muhammad Sah Kayar, e inventariar los monumentos antiguos y modernos. Sercey, incómodo con las sutilezas de la política persa, pronto fue llamado a Francia. Flandin y Coste tuvieron que continuar su viaje solos en condiciones muy duras. El mapa de su itinerario aún no ha sido dibujado, el clima es duro. «Ahora los dos íbamos a pasar por regiones inhóspitas durante mucho tiempo, sin entender su idioma, no muy familiarizados con sus costumbres, y conociendo demasiado bien su fanatismo... Estábamos en un momento en que el ya alto calor iba a aumentar las dificultades de nuestra tarea... Nuestra pequeña tropa estaba compuesta por M. Coste y yo, un ayuda de cámara francés,  cocinero genovés, un verdadero envenenador, pero que redimió su ignorancia culinaria por su conocimiento como dragomán. Dos saïs condujcían nuestros caballos, que tuvimos que cambiar todos los días. Diez mulas cargaban nuestro equipaje, dirigidas por tres arrieros; nos precedían dos gulam del Sha, que llevaban nuestros firmans, armados de la cabeza a los pies, y se encargaban de hacernos respetar así como de darnos refugio en todas partes».
Flandin y Coste sobrevivieron a los peligros y enfermedades, y regresaron a Francia después de dos años y medio de duro trabajo. Estudiaron, entre otras, las ciudades de Hamadan, Kermanshah, Ispahan, Shiraz, Persépolis, Mosul, Alepo, Constantinopla. Por este trabajo iconográfico descriptivo realizado con fines científicos, Flandin fue premiado con la Legión de Honor en 1842.
En 1844, Flandin regresó a Oriente Medio, a Mesopotamia. El arqueólogo y diplomático francés Paul Emile Botta buscaba allí los restos de la antigua capital del Imperio asirio, Nínive. Primero excavó el sitio de Kuyunik, luego el de Dur-Sharrukin, donde descubrió hermosos bajorrelieves y esculturas. Flandin pasa seis meses dibujándolas, en condiciones difíciles. Pero aunque ya había publicado un álbum, Monuments de Ninive (1850), el arqueólogo inglés Henry Layard p´demostró que el sitio de Nínive era en realidad Kuyunik y no Jorsabad.
En 1851, fue coautor con Pascal Coste de un notable Voyage en Perse en seis volúmenes, fruto de sus observaciones. Ese mismo año publicó un relato de viaje más personal en dos volúmenes, recientemente reeditado, seguido de L'Orient en 1856, en cuatro volúmenes, y L'histoire des Chevaliers de Rhodes en 1864.
Terminó su vida en Touraine, entre Cerelles y Tours. En Cerelles, donde fue alcalde de 1850 a 1866, vivió en el Château de la Bédouère y luego en un castillo que había construido en Roiville, en el municipio de Cerelles. En Tours, fue Consejero de la Prefectura en 1865, y luego vicepresidente del Consejo de la Prefectura de 1866 a 1876. Una plaza en Tours lleva su nombre.

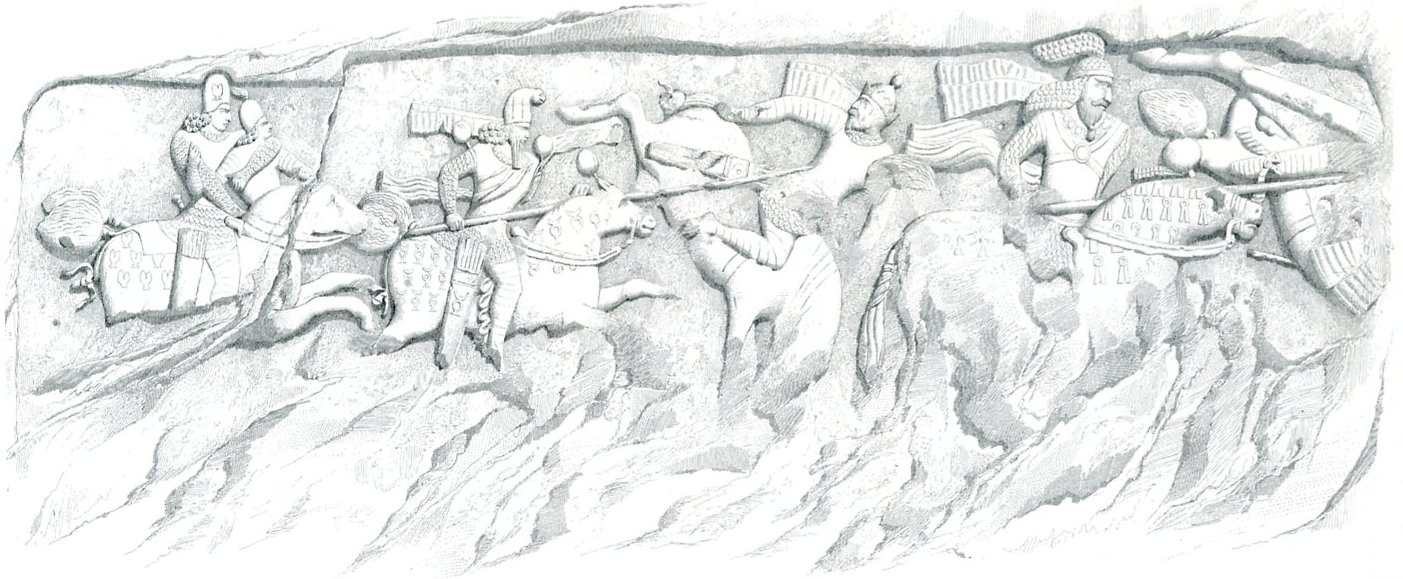
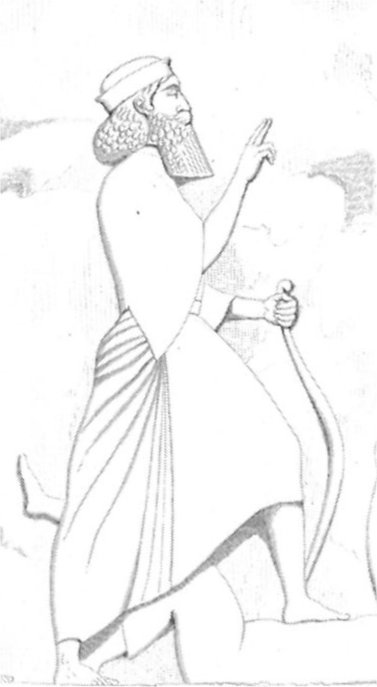

En 1999, el director iraní Kioumars Derambakhsh realizó trece películas inspiradas en los dibujos de Eugene Flandin en Persia: «Después de la defensa de mi tesis doctoral, regresé a Irán y comencé a filmar el relato del viaje de Eugène-Napoléon Flandin, el gran explorador francés. Hice trece películas con él. Flandin era pintor y pasó por Irán hace 160 años. Dejó dibujos de casi todas las ciudades iraníes, desde Persépolis hasta la cúpula de Soltanieh. Hice películas con estos dibujos. Dondequiera que pusiera su trípode de pintor, yo pongo el trípode de mi cámara (el Sr. Khatami ofreció esta serie de películas a Jacques Chirac durante un encuentro en Francia)».

## Su obra
Sus primeras obras se inspiran en su Italia natal: Intérieur d'une église vénitienne, Vue de la piazzeta et du palais ducal de Venise, Le pont des soupirs, Plage de Naples, Portrait d'une jeune napolitaine sur fond blanc.
Su participación en la conquista francesa de Argelia lo convierte momentáneamente en un pintor de historia. Su Prise de Constantine, expuesto en el Salón de París de 1839, fue comprado por Luis Felipe I, pero el lienzo fue dañado por los proyectiles durante la Revolución francesa de 1848.  Sin embargo, la mayor parte de su trabajo es de un pintor orientalista. Durante sus viajes, alterna bocetos arqueológicos (monumentos, bajorrelieves...) y retratos, escenas de género, paisajes urbanos. Son acuarelas, a veces realzadas con gouache. Más raramente carbón, a veces mejorado con tiza... De vuelta en Francia, volvió a repintó algunos de ellos con óleo.
Continuó enviando pinturas al Salón, como Vue prise de Tripoli en Syrie, 1857, Intérieur de bazar à Téhéran, 1857, y Le cheik-el-islam, ou Chef de la religion de Damas, revenant de la Mecque. Otras escenas de género incluyen: L'heure de la prière en Orient, La danse pour le sultan, Caravane dans le désert, Les ablutions (1857) ... Los paisajes urbanos : Ville d'Orient avec mosquée, La mosquée royale d'Ispahan, Vue de Constantinople, Vue de Scutari depuis le Bosphore...

## Ilustraciones delVoyage en Perse

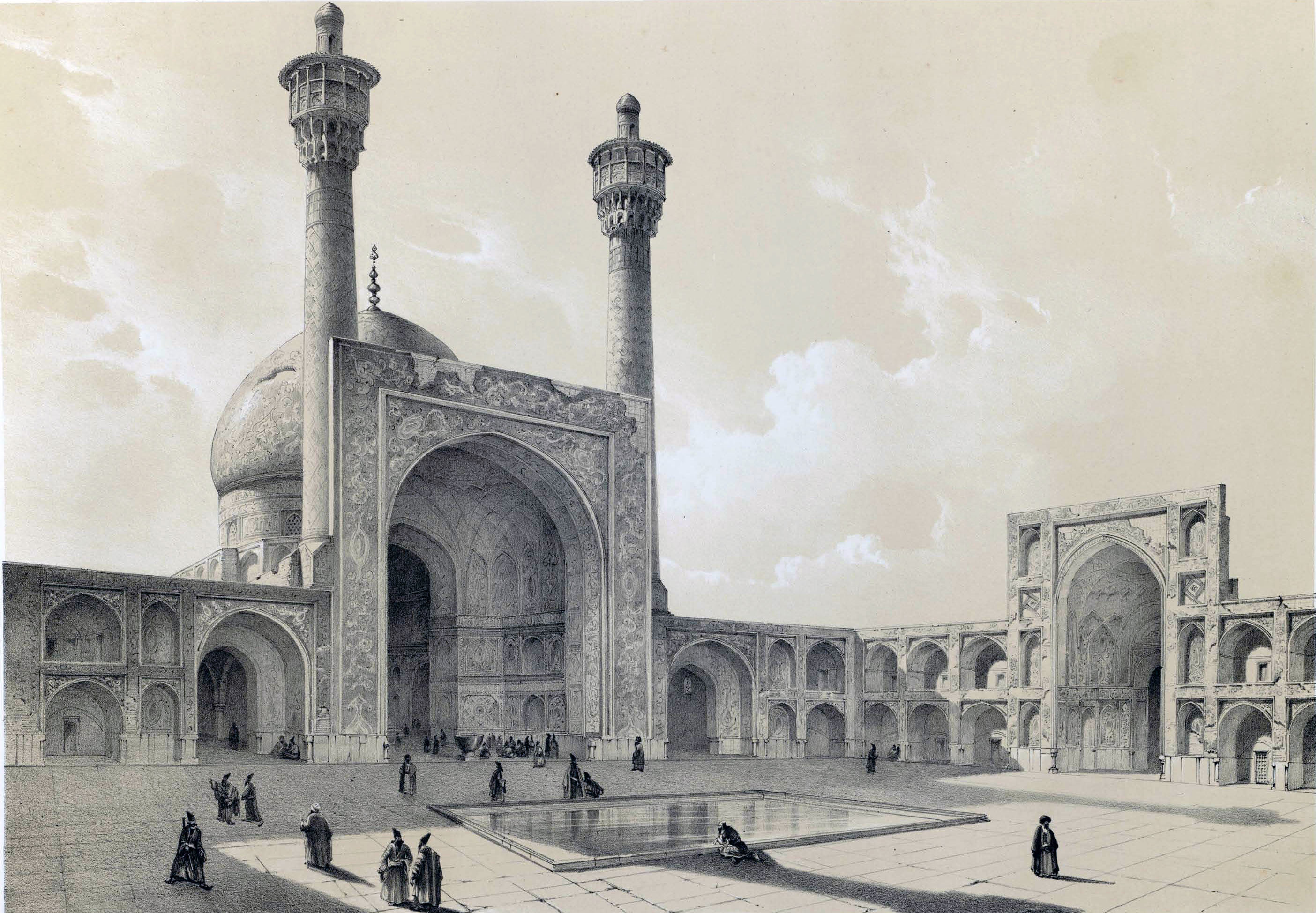
patio de la Gran mezquita de  Ispahan.
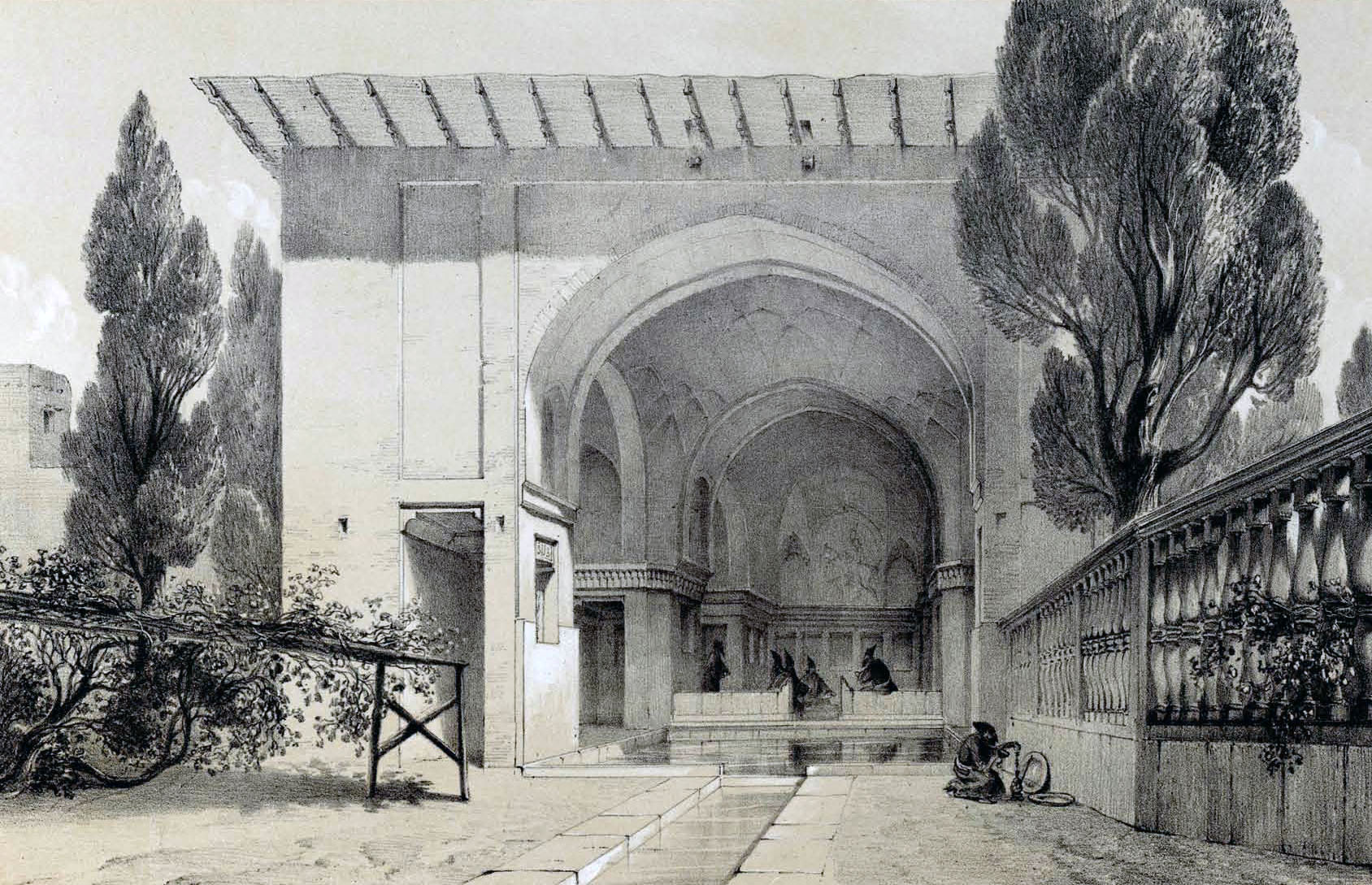
Pabellón du Jardín de Fin (cerca de Kashan).
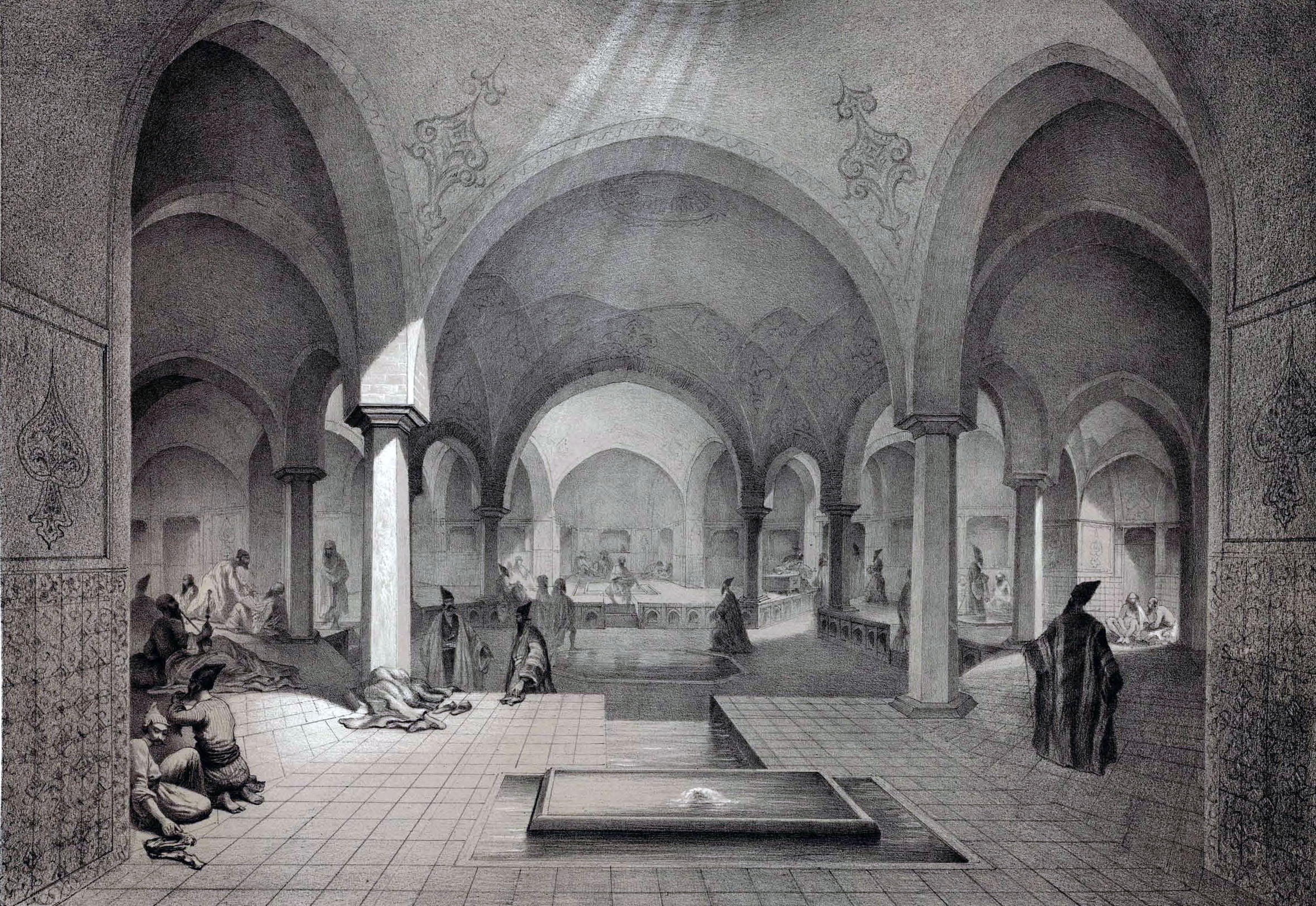
Interior del Hammam de Amir Ahmad.
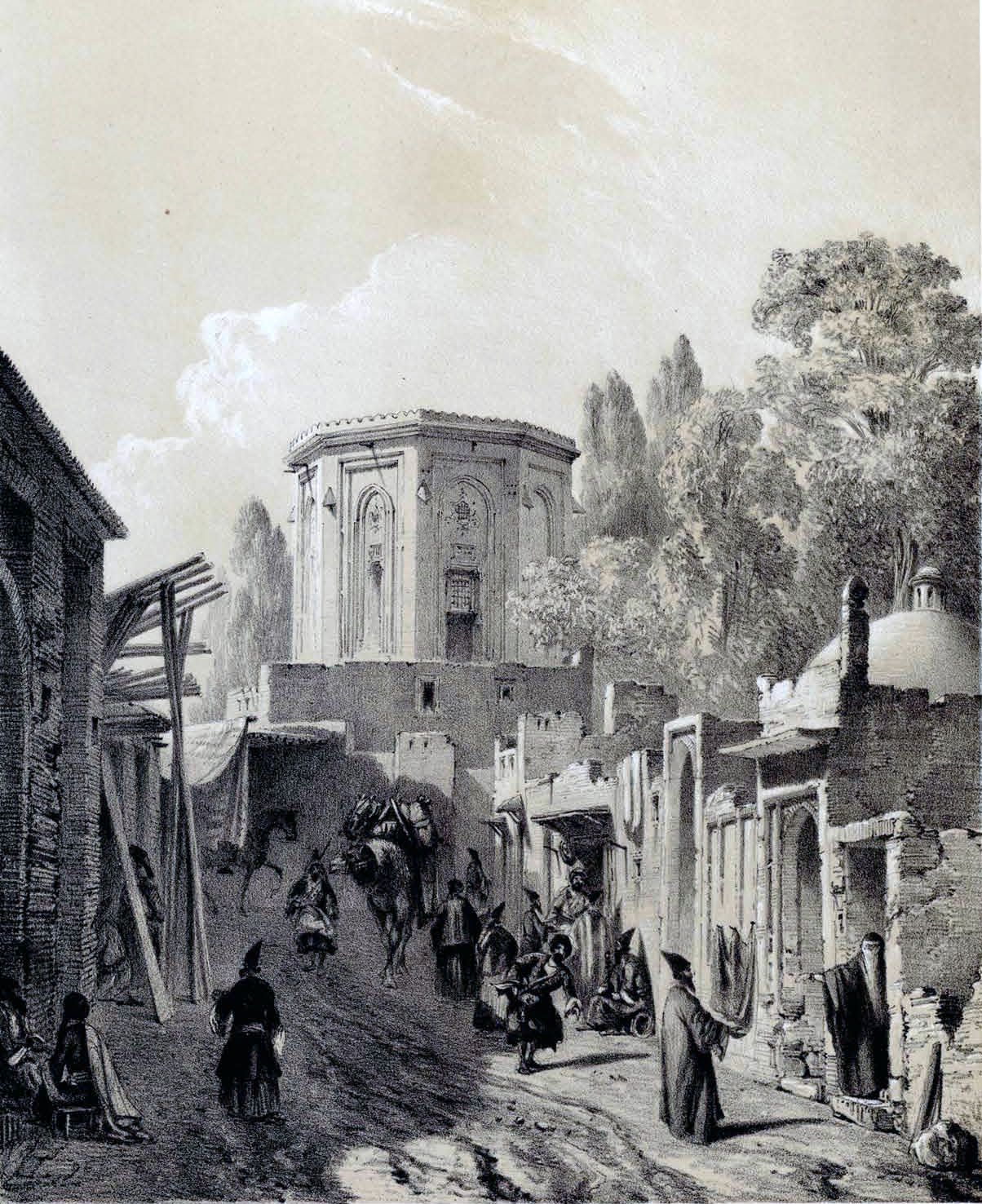
Escena callejera en Teherán.
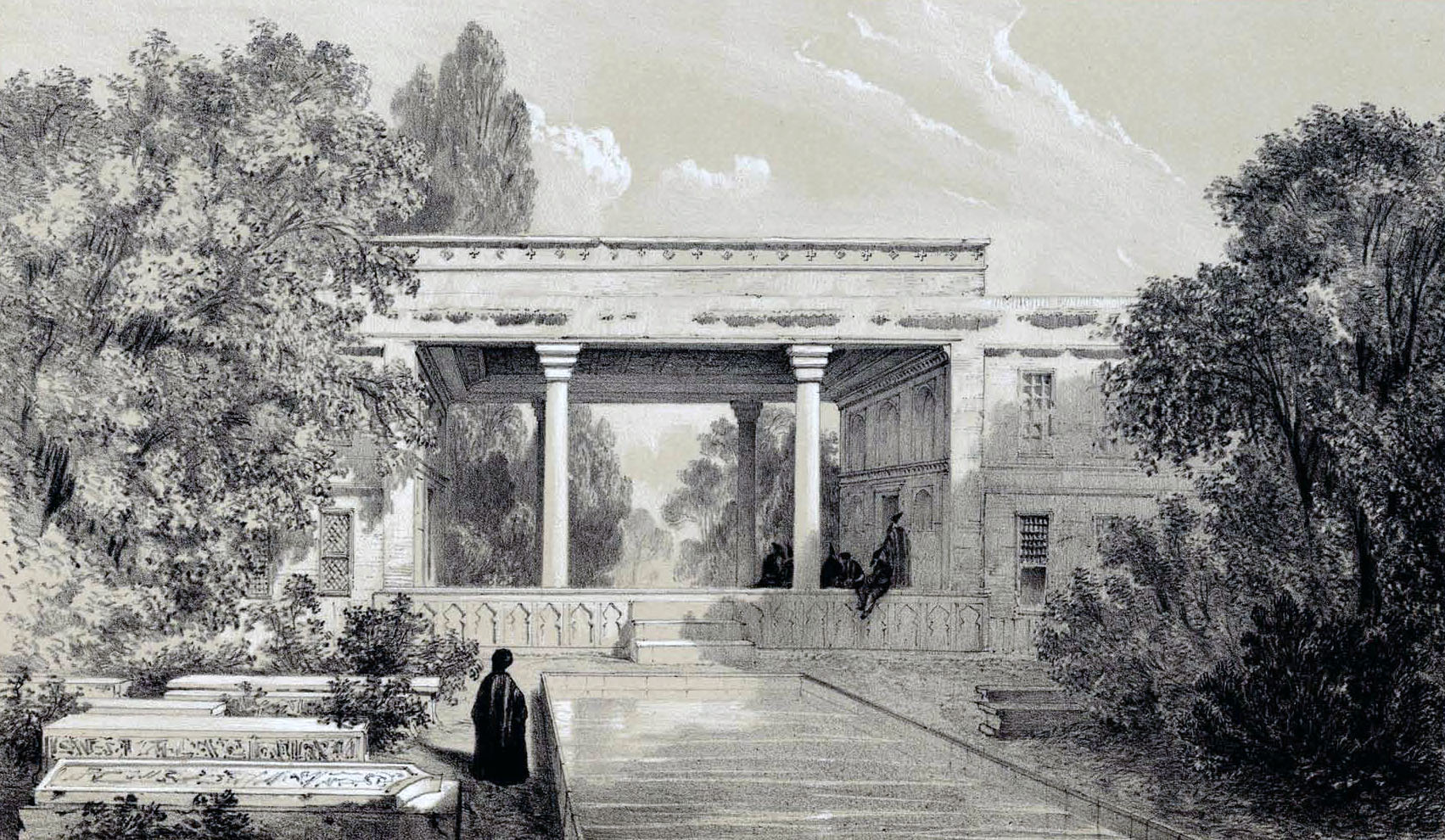
Tumba del poeta Hafez en Shiraz.
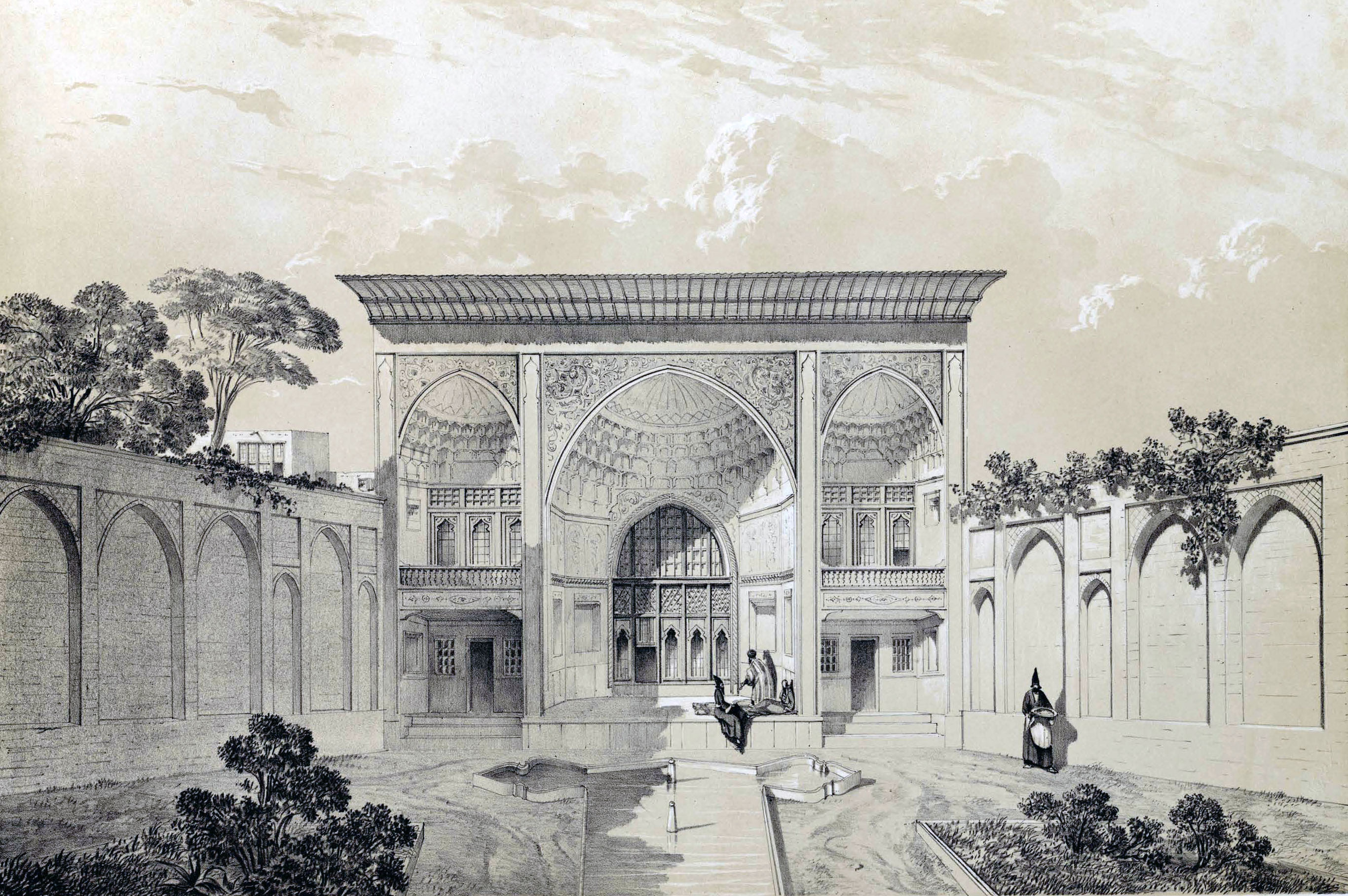
En Tabriz: casa de Hossein Khân.